# 7016 Conandoyle
7016 Conandoyle (1991 YG) là một tiểu hành tinh vành đai chính được phát hiện ngày 30 tháng 12 năm 1991 bởi T. Urata ở Đài thiên văn Nihondaira.